# Проктер, Аделаида Энн
Аделаида Энн Проктер (англ. Adelaide Anne Procter; 30 октября 1825 — 2 февраля 1864) — британская поэтесса и филантроп. 

## Биография
Активно занималась проблемами безработных женщин и бездомных и активно участвовала в деятельности разнообразных феминистских групп и журналов. Проктер никогда не была замужем, и это вкупе с некоторыми из её стихотворений породило слухи, что она была лесбиянкой. Она отличалась плохим здоровьем, что, возможно, было связано с её благотворительной деятельностью, и умерла от туберкулеза в возрасте 38 лет.
Литературная деятельность Проктер началась, когда она была ещё подростком; её стихи были в основном опубликованы в издававшихся Чарльзом Диккенсом периодических изданиях «Домашнее чтение» и «Круглый год», а затем были изданы в виде книги. Её благотворительная деятельность и её переход в католицизм, вероятно, сильно повлияли на её поэзию, которая после этого чаще всего была посвящена таким темам, как бездомность, бедность и падшие женщины.
Проктер была любимой поэтессой королевы Виктории. Её поэзия многократно переиздавалась в XIX веке; Ковентри Пэтмор назвал её наиболее популярным поэтом её времени после лорда Альфреда Теннисона. Её стихи были положены на музыку и преобразованы в гимны и были опубликованы в США и Германии, а также в Англии. Одним из самых известных стал «Потерянный аккорд» (The Lost Chord), написанный в 1877 году английским композитором Артуром Салливаном на её стихи. К началу XX века её популярность уменьшилась, и лишь немногие современные критики уделили внимание её творчеству.

## Литературная карьера
Поэзия находилась под сильным влиянием её религиозных убеждений и волонтёрства; бездомность, бедность и «падшие женщины» — частые темы. В предисловиях к её томам со стихотворениями подчеркивается нищета условий, в которых жили бедные.